# Campionat d'Europa de Motociclisme de Velocitat
El Campionat d'Europa de Motociclisme de Velocitat (oficialment: Road Racing European Championship) fou una competició de motociclisme de velocitat d'abast europeu que es disputà en dues etapes històriques: la primera, organitzada per la FICM (l'ens antecessor de l'actual FIM), entre el 1924 i el 1948 i la segona, organitzada per la FIM Europe (anomenada UEM fins al 2012), entre el 1981 i el 2021.
El campionat inicial de la FICM fou l'antecessor directe de l'actual mundial de motociclisme, un campionat que es va inaugurar el 1949 un cop cancel·lat l'europeu. El campionat de la FIM Europe, en canvi, fou un dels principals planters de pilots joves per al mundial de velocitat. Amb el pas dels anys, el nou campionat d'Europa anà perdent pistonada alhora que el Campionat d'Espanya (CEV) s'anava consolidant com a un dels millors planters per al mundial, de manera que la temporada del 2014 el campionat espanyol fou reanomenat oficialment FIM CEV Repsol International Championship i a partir de la temporada del 2015, la FIM n'elevà al rang de Campionat d'Europa dues classes: Moto2 i Superbike.
A data de 2021, el campionat d'Europa es reduïa a una única classe (la Moto2 del CEV). D'ençà de la temporada del 2022, aquesta classe passà a integrar-se dins el campionat de nova creació FIM JuniorGP, el qual engloba també l'antic campionat mundial FIM CEV Moto3 Junior i la Copa d'Europa per a joves valors, la Hawkers European Talent Cup.

## Història

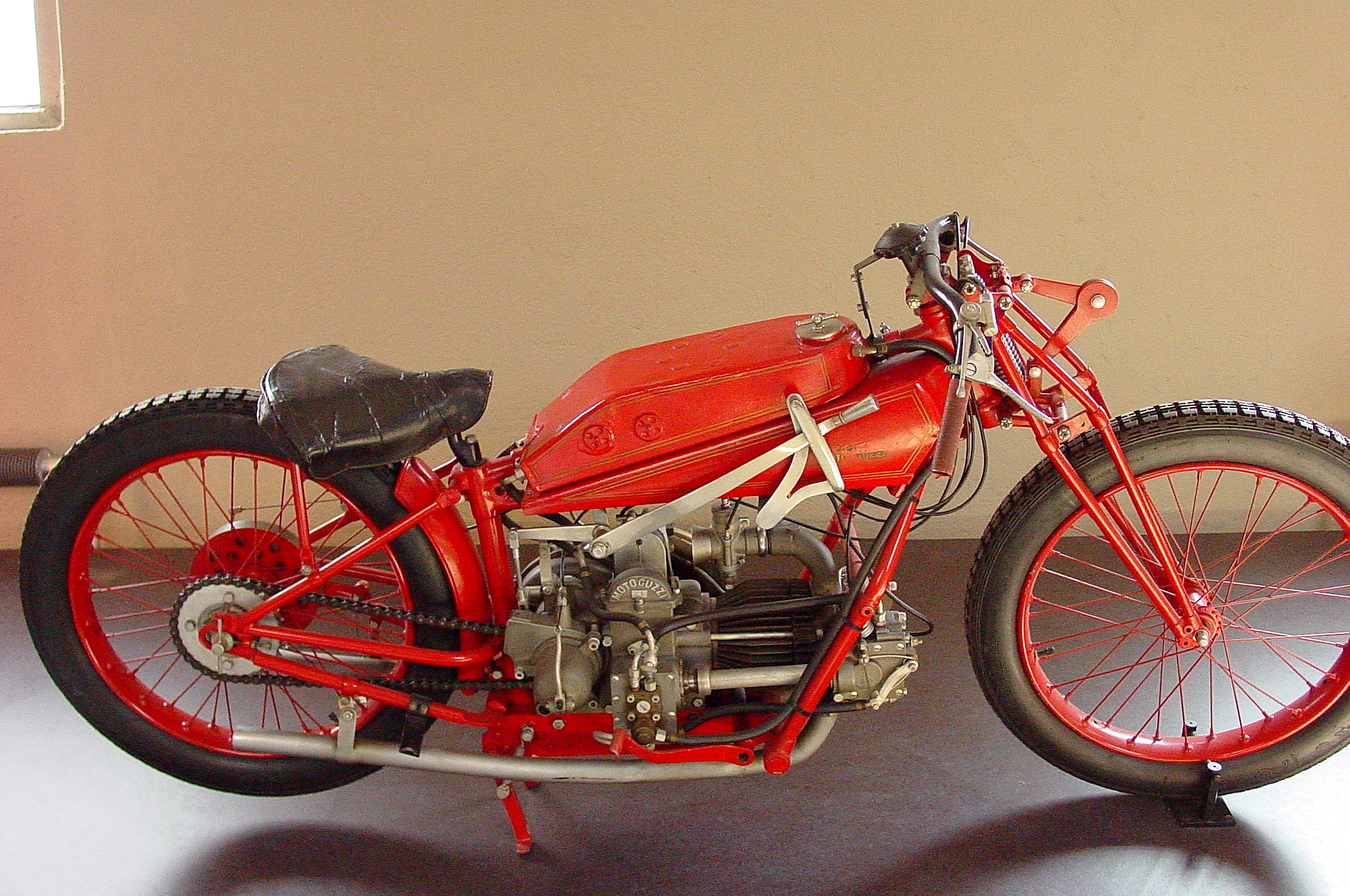
La Moto Guzzi 4V Corsa amb què Guido Mentasti va guanyar el campionat de 500cc el 1924

El primer Campionat d'Europa de la FICM es disputà entre 1924 i 1939. Un cop acabada la Segona Guerra Mundial, es reprengué el 1947 i es cancel·là definitivament després de l'edició de 1948, ja que el 1949 (el mateix any en què l'entitat es va canviar el nom de FICM a FIM) donà pas al primer Campionat del Món. Les primeres edicions (de 1924 a 1937) i les dues darreres (1947 i 1948), el títol es va decidir a una sola cursa, anomenada Gran Premi d'Europa, celebrada cada any en un país diferent (el 1929 li correspongué a Catalunya i es disputà al Circuit de L'Ametlla del Vallès). Les edicions de 1938 i 1939, però, el campionat constà d'un calendari complet d'entre vuit i nou Grans Premis celebrats arreu d'Europa. Cada pilot hi obtenia punts en funció del resultat i es proclamava Campió qui més n'hagués obtingut al llarg de la temporada.
Des que la UEM tornà a instaurar el Campionat d'Europa l'any 1981, el títol es disputà a diverses curses repartides arreu d'Europa. A partir de la temporada del 2008 i fins al 2013, però, el títol europeu es va tornar a decidir a una única cursa (celebrada sempre al circuit d'Albacete, Espanya), tret de la categoria Superstock 600, la qual es va continuar desenvolupant al llarg de diverses curses i sempre en combinació amb les proves europees dels campionats del món per a motocicletes derivades de la sèrie. El 2012 s'hi va introduir la classe Moto3, tot i que aquell primer any va conviure amb la històrica classe dels 125cc (la qual va desaparèixer definitivament el 2013).
El 2014, el campionat d'Europa constà d'una única classe, Superstock 600, mentre que el 2015 se n'hi introduí una de nova, la Superstock 250. Tant l'una com l'altra es deixaren de convocar a partir de la temporada següent, 2015, quan la FIM va elevar al rang de Campionat d'Europa les classes de Moto2 i Superbike del Campionat d'Espanya (FIM CEV Repsol): els guanyadors del campionat en aquestes dues categories rebien automàticament el títol de campió d'Europa malgrat que les curses es disputaven només en circuits de l'estat espanyol.
Durant els seus darrers anys d'història, les classes en què es disputava el campionat d'Europa anaren variant fins que, a partir del 2019, l'única que el componia era la de Moto2 del CEV. El 2021 se celebrà la darrera temporada del campionat d'Europa de velocitat, una competició que es cancel·là definitivament per tal d'integrar-la dins el nou campionat FIM JuniorGP, estrenat el 2022.

## Llista de Campions (etapa FICM)
Font:

### 1924 - 1939
| Edició | Any  | Cursa                                 | Circuit                           | 500 cc                         | 350 cc                          | 250 cc                                | 175 cc                             |
| ------ | ---- | ------------------------------------- | --------------------------------- | ------------------------------ | ------------------------------- | ------------------------------------- | ---------------------------------- |
| I      | 1924 | III GP de les Nacions / I GP d'Europa | Monza                             | Guido Mentasti · (Moto Guzzi)  | Jimmie Simpson · (AJS)          | Maurice van Geert · (Rush/Blackburne) | -                                  |
| II     | 1925 | IV GP de les Nacions / II GP d'Europa | Monza                             | Mario Revelli · (GR/JAP)       | Tazio Nuvolari · (Bianchi)      | Jock Porter · (New Gerrard)           | Mario Vaga · (Maffeis/Blackburne)  |
| III    | 1926 | VI GP de Bèlgica / III GP d'Europa    | Spa-Francorchamps                 | Jimmie Simpson · (AJS)         | Frank Longman · (AJS)           | Jock Porter · (New Gerrard)           | René Milhoux · (Ready/Blackburne)  |
| IV     | 1927 | III GP d'Alemanya / IV GP d'Europa    | Nürburgring                       | Graham Walker · (Sunbeam)      | Jimmie Simpson · (AJS)          | Cecil Ashby · (OK-Supreme)            | Willy Henkelmann · (DKW)           |
| V      | 1928 | V GP de Suïssa / V GP d'Europa        | Meyrin                            | Wal L. Handley · (Motosacoche) | Wal L. Handley · (Motosacoche)  | Cecil Ashby · (OK-Supreme)            | Alfredo Panella · (Ladetto/Blatto) |
| VI     | 1929 | VI Gran Premi d'Europa                | L'Ametlla del Vallès              | Percy Hunt · (Norton)          | Leo Davenport · (AJS)           | Frank Longman · (OK-Supreme)          | Josef Klein · (DKW)                |
| VII    | 1930 | X GP de Bèlgica / VII GP d'Europa     | Spa-Francorchamps                 | Henry Tyrell-Smith · (Rudge)   | Ernie Nott · (Rudge)            | Syd Crabtree · (Excelsior)            | Yvan Goor · (DKW)                  |
| VIII   | 1931 | XII GP de França / VIII GP d'Europa   | Montlhéry                         | Percy Hunt · (Norton)          | Ernie Nott · (Rudge)            | Graham Walker · (Rudge)               | Eric Fernihough · (Excelsior)      |
| IX     | 1932 | XI GP de les Nacions / IX GP d'Europa | Littorio                          | Piero Taruffi · (Norton)       | Louis Jeannin · (Jonghi)        | Riccardo Brusi · (Moto Guzzi)         | Carlo Baschieri · (Benelli)        |
| X      | 1933 | IV GP de Suècia / X GP d'Europa       | Saxtorp                           | Gunnar Kalén · (Husqvarna)     | Jimmie Simpson · (Norton)       | Charlie Dodson · (New Imperial)       | -                                  |
| XI     | 1934 | X Dutch TT / XI GP d'Europa           | Assen                             | Pol Demeuter · (FN)            | Jimmie Simpson · (Norton)       | Walfried Winkler · (DKW)              | Yvan Goor · (Benelli)              |
| XII    | 1935 | XIV GP de l'Ulster / XII GP d'Europa  | Clady                             | Jimmie Guthrie · (Norton)      | Wal L. Handley · (Velocette)    | Arthur Geiß · (DKW)                   | -                                  |
| XIII   | 1936 | XI GP d'Alemanya / XIII GP d'Europa   | Sachsenring                       | Jimmie Guthrie · (Norton)      | Freddie Frith · (Norton)        | Henry Tyrell-Smith · (Excelsior)      | -                                  |
| XIV    | 1937 | XIII GP de Suïssa / XIV GP d'Europa   | Bremgarten                        | Jimmie Guthrie · (Norton)      | Jimmie Guthrie · (Norton)       | Omobono Tenni · (Moto Guzzi)          | -                                  |
| XV     | 1938 | 8 Grans Premis (del 13/6 al 25/9)     | 8 Grans Premis (del 13/6 al 25/9) | Georg Meier · (BMW)            | E A (Ted) Mellors · (Velocette) | Ewald Kluge · (DKW)                   | -                                  |
| XVI    | 1939 | 9 Grans Premis (del 12/6 al 8/10)     | 9 Grans Premis (del 12/6 al 8/10) | Dorino Serafini · (Gilera)     | Heiner Fleischmann · (DKW)      | Ewald Kluge · (DKW)                   | -                                  |

Notes
1. ↑  El 1927 el campionat es disputà també en les cilindrades dels 1000 i els 750 cc. Els campions en foren respectivament els alemanys Josef Giggenbach (Bayerland/JAP) i Josef Stelzer (BMW).
2. ↑  El 1928 el campionat es disputà també en la cilindrada dels 125 cc. El campió en fou el suís Paul Lehmann (Moser).

### 1947 - 1948
| Edició | Any  | Cursa                                 | Circuit    | 500 cc                         | 350 cc                      | 250 cc                       | Sidecars                                   |
| ------ | ---- | ------------------------------------- | ---------- | ------------------------------ | --------------------------- | ---------------------------- | ------------------------------------------ |
| XVII   | 1947 | XVII GP de Suïssa / XVII GP d'Europa  | Bremgarten | Omobono Tenni (Moto Guzzi)     | Fergus Anderson (Velocette) | Bruno Francisci (Moto Guzzi) | Luigi Cavanna i Paolo Cavanna (Moto Guzzi) |
| XVIII  | 1948 | XX GP de l'Ulster / XVIII GP d'Europa | Clady      | Enrico Lorenzetti (Moto Guzzi) | Freddie Frith (Velocette)   | Maurice Cann (Moto Guzzi)    | -                                          |

### Resum: Campions múltiples
| Pilot              | Títols                     |
| ------------------ | -------------------------- |
| Jimmie Simpson     | 5 (1 x 500 cc, 4 x 350 cc) |
| Jimmie Guthrie     | 4 (3 x 500 cc, 1 x 350 cc) |
| Wal L. Handley     | 3 (1 x 500 cc, 2 x 350 cc) |
| Percy Hunt         | 2 (2 x 500 cc)             |
| H. G. Tyrell Smith | 2 (1 x 500 cc, 1 x 250 cc) |
| Graham Walker      | 2 (1 x 500 cc, 1 x 250 cc) |
| Omobono Tenni      | 2 (1 x 500 cc, 1 x 250 cc) |
| Ernie Nott         | 2 (2 x 350 cc)             |
| Freddie Frith      | 2 (2 x 350 cc)             |
| Frank Longman      | 2 (1 x 350 cc, 1 x 250 cc) |
| Cecil Ashby        | 2 (2 x 250 cc)             |
| Ewald Kluge        | 2 (2 x 250 cc)             |
| Jock Porter        | 2 (2 x 250 cc)             |
| Yvan Goor          | 2 (2 x 175 cc)             |

## Llista de Campions (etapa UEM)
Font:

### 1981 - 1989
| Any  | 500 cc                     | 250 cc                           | 125 cc                     | 50 cc                          |
| ---- | -------------------------- | -------------------------------- | -------------------------- | ------------------------------ |
| 1981 | Leandro Becheroni (Suzuki) | Herbert Hauf (Yamaha)            | Pierluigi Aldrovandi (MBA) | Giuseppe Ascareggi (Minarelli) |
| 1982 | Fabio Biliotti (Suzuki)    | Reinhold Roth (FKN-Yamaha)       | Stefano Caracchi (MBA)     | Zdravko Matulja (Tomos)        |
|      | 500 cc                     | 250 cc                           | 125 cc                     | 80 cc                          |
| 1983 | Peter Sköld (Suzuki)       | Carles Cardús (Kobas/Rotax)      | Willy Hupperich (MBA)      | Hubert Abold (Zündapp)         |
| 1984 | Eero Hyvärinen (Suzuki)    | Gary Noel (Exactweld)            | Norbert Peschke (MBA)      | Richard Bay (Rupp)             |
| 1985 | Marco Gentile (Yamaha)     | Massimo Matteoni (Honda)         | Pierfrancesco Chili (MBA)  | Günter Schirnhofer (Rupp)      |
| 1986 | Massimo Messere (Honda)    | Hans Lindner (Rotax)             | Claudio Macciotta (MBA)    | Bruno Casanova (Unimoto)       |
| 1987 | Manfred Fischer (Honda)    | Xavier Cardelús (JJ Cobas/Rotax) | Adolf Stadler (MBA)        | Julián Miralles (Derbi)        |
| 1988 | Alberto Rota (Honda)       | Fausto Ricci (Yamaha/Aprilia)    | Emilio Cuppini (Garelli)   | Bogdan Nikolov (Krauser)       |
| 1989 | Peter Lindén (Honda)       | Andrea Borgonovo (Aprilia)       | Gabriele Debbia (Aprilia)  | Jaume Mariano (Casal)          |

### 1990 - 2007
| Any  | 250cc                          | 125cc                             |                               | Supersport                 | Superbike |
| 1990 | Leon van der Heijden (Aprilia) | Xavier Debón (JJ Cobas-Rotax)     | Howard-John Selby (Yamaha)    | Richard Arnaiz (Honda)     |           |
| 1991 | Max Biaggi (Aprilia)           | Oliver Koch (Honda)               | Luis d'Antín (Honda)          | Davide Tardozzi (Ducati)   |           |
| 1992 | Luis Carlos Maurel (Aprilia)   | Juan Bautista Borja (Honda)       | Stefan Scheschowitsch (Honda) | Daniel Amatriaín (Ducati)  |           |
| 1993 | Giuseppe Fiorillo (Aprilia)    | Stefano Perugini (Aprilia)        | Michaël Paquay (Honda)        | Terry Rymer (Yamaha)       |           |
| 1994 | Régis Laconi (Honda)           | Ivan Cremonini (Honda)            | Yves Briguet (Honda)          | Anders Rasmussen (Yamaha)  |           |
| 1995 | Luca Boscoscuro (Aprilia)      | Lucio Cecchinello (Honda)         | Michaël Paquay (Ducati)       | Mario Innamorati (Ducati)  |           |
| 1996 | Sebastián Porto (Aprilia)      | Jorge Martínez, "Aspar" (Aprilia) | Fabrizio Pirovano (Ducati)    | Idalio Gavira (Honda)      |           |
| 1997 | Davide Bulega (Aprilia)        | Arnaud Vincent (Aprilia)          | Angelo Conti (Ducati)         | Udo Mark (Suzuki)          |           |
| 1998 | Alex Hofmann (Honda)           | Max Sabbatani (Honda)             | Jan Hanson (Honda)            | -                          |           |
|      | 250cc                          | 125cc                             | Supersport                    | Stocksport 1000cc          |           |
| 1999 | Ivan Clementi (Aprilia)        | Klaus Nöhles (Honda)              | Sébastien Le Grelle (Suzuki)  | Karl Harris (Suzuki)       |           |
| 2000 | Riccardo Chiarello (Aprilia)   | Diego Giugovaz (Aprilia)          | Augustín Escobar (Honda)      | James Ellison (Honda)      |           |
| 2001 | David García (Honda)           | Andrea Dovizioso (Aprilia)        | Alessio Corradi (Yamaha)      | James Ellison (Suzuki)     |           |
| 2002 | Álvaro Molina (Yamaha)         | Marco Simoncelli (Aprilia)        | Kai Borre Andersen (Yamaha)   | Vittorio Iannuzzo (Suzuki) |           |
| 2003 | Taro Sekiguchi (Yamaha)        | Mattia Angeloni (Honda)           | Matteo Baiocco (Yamaha)       | Michel Fabrizio (Suzuki)   |           |
| 2004 | Álvaro Molina (Aprilia)        | Michele Pirro (Aprilia)           | Tatu Lauslehto (Honda)        | Lorenzo Alfonsi (Yamaha)   |           |
|      | 250cc                          | 125cc                             | Supersport                    | Superstock 600cc           |           |
| 2005 | Álvaro Molina (Aprilia)        | Michele Conti (Honda)             | Gilles Boccolini (Kawasaki)   | Claudio Corti (Yamaha)     |           |
| 2006 | Álvaro Molina (Aprilia)        | Philipp Eitzinger (Honda)         | Diego Giugovaz (Yamaha)       | Xavier Siméon (Suzuki)     |           |
| 2007 | Álvaro Molina (Aprilia)        | Alen Gyorfi (Honda)               | Guglielmo Tarizzo (Honda)     | Maxime Berger (Yamaha)     |           |

Notes
1. ↑  Richard Arnaiz corria amb llicència italiana
2. ↑  Luca Boscoscuro corria amb llicència de San Marino

### 2008 - 2014
| Any  | Categoria | 125cc                        | Supersport                 | Superstock 1000cc            | Superstock 600cc               |
| ---- | --------- | ---------------------------- | -------------------------- | ---------------------------- | ------------------------------ |
| 2008 | Absoluta  | Lorenzo Savadori · (Aprilia) | Ángel Rodríguez (Yamaha)   | Carmelo Morales (Yamaha)     | Loris Baz · (Yamaha)           |
| 2008 | Júnior    | Lorenzo Savadori · (Aprilia) | Kev Coghlan (Honda)        | Xavier Siméon (Suzuki)       | Loris Baz · (Yamaha)           |
| 2009 | Absoluta  | Marcel Schrötter · (Honda)   | Kev Coghlan (Honda)        | Carmelo Morales (Yamaha)     | Gino Rea · (Honda)             |
| 2009 | Júnior    | Marcel Schrötter · (Honda)   | Iván Moreno (Yamaha)       | Danilo Petrucci (Yamaha)     | Gino Rea · (Honda)             |
| 2010 | Absoluta  | Maverick Viñales · (Aprilia) | Carmelo Morales (Yamaha)   | Santiago Barragán (Honda)    | Jérémy Guarnoni · (Yamaha)     |
| 2010 | Júnior    | Maverick Viñales · (Aprilia) | Albert Santamaria (Yamaha) | Enric Ferrer (Ducati)        | Jérémy Guarnoni · (Yamaha)     |
| 2011 | Absoluta  | Romano Fenati · (Aprilia)    | Jordi Torres (Yamaha)      | Iván Silva (Kawasaki)        | Jed Metcher · (Yamaha)         |
| 2011 | Júnior    | Romano Fenati · (Aprilia)    | Alex Schacht (Honda)       | Loris Baz (Kawasaki)         | Jed Metcher · (Yamaha)         |
|      |           |                              |                            |                              |                                |
| 2012 | Absoluta  | Matteo Ferrari · (Honda)     | Jordi Torres (Yamaha)      | Carmelo Morales (Kawasaki)   | Michael van der Mark · (Honda) |
| 2012 | Júnior    | Matteo Ferrari · (Honda)     | Oscar Climent (Yamaha)     | Albert Santamaria (Kawasaki) | Michael van der Mark · (Honda) |
|      |           |                              |                            |                              |                                |
| 2013 | Absoluta  | Karel Hanika · (KTM)         | Román Ramos (Kawasaki)     | Xavi Forés (Ducati)          | Franco Morbidelli · (Kawasaki) |
| 2013 | Júnior    | Karel Hanika · (KTM)         | Ángel Poyatos (Yamaha)     | Guillermo Llano (Yamaha)     | Franco Morbidelli · (Kawasaki) |
| 2014 | Absoluta  | -                            | -                          | -                            | Marco Faccani · (Kawasaki)     |

Notes
1. ↑  El 2008, la categoria Superstock 1000cc s'anomenà oficialment Stocksport 1000cc
2. ↑  El 2012, la categoria dels 125cc s'anomenà oficialment Moto3/125cc
3. ↑  El 2013, la categoria dels 125cc s'anomenà oficialment Moto3

### CEV

#### 2015 - 2018
| Any  | CEV Moto2                    | CEV Superbike            | Superstock 600cc               |
| ---- | ---------------------------- | ------------------------ | ------------------------------ |
| 2015 | Edgar Pons (Kalex)           | Carmelo Morales (Yamaha) | Toprak Razgatlıoğlu (Kawasaki) |
| 2016 | Steven Odendaal (Kalex)      | Carmelo Morales (Yamaha) | -                              |
|      | CEV Moto2                    |                          | Superstock 1000cc              |
| 2017 | Eric Granado (Kalex)         | -                        | Michael Ruben Rinaldi (Ducati) |
| 2018 | Jesko Raffin (Kalex i Suter) | -                        | Markus Reiterberger (BMW)      |

1. ↑  2015-2021: Road Racing European Championship - CEV Moto2; des del 2022: Moto2 European Championship, dins el FIM JuniorGP World Championship
2. ↑  El 2015 se celebrà també un campionat de Superstock 250, el guanyador del qual fou el txec Oliver Konig (Sherco)

#### 2019 - 2021
| Any  | CEV Moto2                    |
| ---- | ---------------------------- |
| 2019 | Edgar Pons (Kalex)           |
| 2020 | Yari Montella (Speed Up)     |
| 2021 | Fermín Aldeguer (Boscoscuro) |